# UNICORN THE BOX Wonderful Days
『UNICORN THE BOX Wonderful Days』（ユニコーン・ザ・ボックス　ワンダフル・デイズ）は、日本のロックバンド、ユニコーンのDVD-BOX。10枚組。

## 解説
- 結成20周年を記念して発売されたDVD-BOX。「MOVIE」～「MOVIE9 1/2」までのすべての映像作品（『MOVIE2 1/2』『MOVIE5 1/2』は除く）＋特典として当時WOWOWで生中継された「UNICORN TOUR 1993 "4946"」沖縄公演初日の映像『MOVIE10 UNICORN TOUR 1993 “4946”FINAL』を収録。
- 完全生産限定のため、現在は生産終了。

## 収録内容
詳細についてはそれぞれの項を参照。
1. MOVIE
2. MOVIE2 〜 WORLD TOUR 1989 服部
3. MOVIE3 嵐の獣
4. MOVIE4 舞監なき戦い
5. MOVIE5 UNICORN TOUR 1993 “4946”
6. MOVIE6 THE VERY RUST OF UNICORN VIDEO Vol.1
7. MOVIE7 THE VERY RUST OF UNICORN VIDEO Vol.2
8. MOVIE8 THE ANOTHER SIDE OF LIVE
9. MOVIE9 1/2+(1/5×5)+α
『MOVIE9 1/2』に追加映像を収録。解説・収録内容は後述。
10. MOVIE10 UNICORN TOUR 1993 “4946”FINAL
特典DVD。解説・収録内容は後述。

## MOVIE9 1/2+(1/5×5)+α

### 解説
- 『MOVIE9 1/2』をそのまま収録しているのではなく、2002年発売の『ULTRA SUPER GOLDEN WONDERFUL SPECIAL ABSOLUTE COMPLETE PERFECT SUPREME TERRIFIC ULTIMATE...』の特典DVDをベースに再編集されたもの。
- 内容は『ULTRA SUPER～』のDVDとほぼ同じだが、「作品一覧」に収録されたより抜き映像はDisc1～8と内容が重複するためカットされた（ちなみに「年表」もカット）。そのかわりにメンバーのソロ作品のPVが各1曲ずつと、TV SPOT集が収録されている。
- 監督を務めた板屋宏幸の解説によると、「『ULTRA SUPER～』が予想以上の売れ行きで再発売したかったが、「完全限定」と銘打っただけに再発売するわけにもいかず、DVDをこのような形で再び世に出した」という[1]。しかし、『ULTRA SUPER～』はこの2年後の2008年3月に再発売されている。

### 収録内容
ここでは追加収録されたものだけを記述する。それ以外の収録内容については、『ULTRA SUPER GOLDEN～』の項を参照（「作品一覧」及び「年表」は本作には収録されていない）。
- 欲望 / 阿部義晴　(PV)
- 愛してなきゃ / BIG LIFE　(PV)
- SPEED OF LOVE / EBI　(PV)
- イージュー★ライダー / 奥田民生　(PV)
- 愛をちょうだい / VANILLA　(PV)
- TV SPOT集

## MOVIE10 UNICORN TOUR 1993 “4946”FINAL

### 解説
- ラストツアーとなった「4946ツアー」の沖縄公演の模様を収録。なお、タイトルに「FINAL」とあるが、実際の最終公演はこの翌日の公演（会場同じ）であるため、厳密にはファイナルではない。
- この日、台風の影響で開始が遅れ、さらにWOWOWが生中継していたために中継時間も遅れた。
- 全セットリストだけでなく当日のMCも全て収録されている（但し、WOWOWの生放送版と違って映像はDVD化に伴い再編集が施されており、また、大人の事情で一部カットされた映像もあるためノーカット完全収録ではない）。

### 収録内容
1. オープニング
2. 抱けないあの娘～Drum solo
3. あやかりたい'65
4. すばらしい日々
5. 立秋
6. 自転車泥棒
7. 時には服のない子のように
8. 薔薇と憂鬱
9. オールウェイズ
10. 甘い乳房
11. 月のワーグナー
12. 哀しみのガーデン
EBIのソロアルバム「MUSEE」収録曲。
13. 金銀パールベイビー
14. 忍者ロック
15. 裸の王様
16. ヒゲとボイン
17. スプリングマンのテーマ
本来のセットリストでは、ここに「大迷惑」が入る予定だったが、奥田のミスでこの曲になり、奥田以外のメンバーに動揺が走った。
18. 人生はジュリアナだ
19. 与える男
20. 大迷惑
21. 粗品（特典映像）
セットリストを間違えたことに対してメンバーに謝罪する奥田。